# Sumračnica
Sumračnica ili terminator je linija koja dijeli osvijetljeni i neosvijetljeni dio Zemlje, ili nekog nebeskog tijela. U trenutku proljetnog i jesenskog ekvinocija s obzirom na osvjetljenost Zemlja je duž meridijana podijeljena na dvije jednake polutke. Jedna je polutka u tami (noć), a druga je osvijetljena (dan). Linija koja odvaja te dvije polutke naziva se sumračnica. Na Zemlji jednako traju dan i noć (po 12 h), a Sunce kulminira u zenitu nad ekvatorom.